# Bathycongrus trimaculatus
Bathycongrus trimaculatus är en fiskart som beskrevs av Emma S. Karmovskaya och Smith 2008. Bathycongrus trimaculatus ingår i släktet Bathycongrus och familjen havsålar. Inga underarter finns listade.